# Alfred Pichel
Alfred Pichel (* 8. September 1896 in Gera; † 1977 in Heidenau) war ein deutscher Grafiker und Maler.

## Leben und Werk
Alfred Pichel kam aus einer Arbeiterfamilie und begann nach der Volksschule in Gera eine Lehre als Dekorationsmaler, die der Kriegsausbruch unterbrach. Nach dem Kriegsdienst zog Pichel 1919 nach Dresden. Dort besuchte er die Kunstgewerbeakademie und tauchte er 1922 ins künstlerische Milieu ein, wo er Anschluss an die Dresdner Sezession fand.
Zu Beginn seiner künstlerischen Laufbahn zeichnete er vorwiegend kleine launige Bilder, die sich pointiert und zuweilen sarkastisch mit den Torheiten und Trivialitäten des Alltags befassten und die das in Leipzig erscheinende Satireblatt Der gemütliche Sachse veröffentlichte. Ab 1925 zeichnet er für Ulk, Lachen links und ab 1930 regelmäßig für den Simplicissimus. „… als sich das Blatt an das braune Regime anpassen musste, gehörte er wie Josef Hegenbarth zu den wenigen, die sich der Gleichschaltung zu entziehen suchten und sich bemühten, die ‚Institution Simplicissimus‘, wie sie Thomas Mann einmal nannte, zu retten.“
Nach 1945 erschienen Pichels Karikaturen vorwiegend in der Sächsischen Zeitung, in Zeit im Bild, im Eulenspiegel und in Neues Deutschland. Außer Karikaturen schuf Pichel vor allem in den letzten Jahren Bilder zu weiteren Themengebieten, u. a. aus der Arbeitswelt.
Pichel war Mitglied im Verband Bildender Künstler der DDR.

## Darstellung Pichels in der bildenden Kunst
- Hans-Theo Richter: Alfred Pichel (Lithographie, 1922)[2]

## Rezeption
„Es waren vor allem Sittenbilder, die Pichel schuf, von der Logik des total Absurden beherrscht, äußerst humorvoll, manchmal gesellschaftliche Erscheinungen bezeichnend, im Stil eines Karl Arnold oder Olaf Gulbransson. Pointensicher, geistreich wurde die ‚vornehme Welt‘ verspottet; ein Gespür für Menschlichkeit in gnadenloser Zeit.“

## Werke (Auswahl)
- Gespräch der Rüstungsfabrikschlote zum Volksentscheid (Plakatentwurf, 1946)[3]
- Selbstporträt (Tempera, 1952)[4]
- Nachtwache (Kohlezeichnung, 1952)[5]
- Zeitungsschau/Lehrwerkstatt (Tafelbild, Öl; 1952/1953)[6]

Anmerkung: Die im Bildindex der Kunst & Architektur als Exponate der Dritten Deutschen Kunstausstellung in Dresden 1953 genannten Bilder sind im Ausstellungskatalog nicht enthalten. Es ist zu vermuten, dass Pichel die Bilder eingereicht hatte, diese aber nicht berücksichtigt wurden.

## Ausstellungen (unvollständig)

### Einzelausstellungen
- 1988: Dresden, Galerie am Elbtor (Karikaturen und Zeichnungen)
- 2011: Dippoldiswalde, Stadtmuseum

### Ausstellungsbeteiligungen
- 1947: Pirna, Haus der Jugend („1. Kunstausstellung des Kreises Pirna“)

- 1948: Freiberg, 3. Ausstellung Erzgebirgischer Künstler[7]

- 1951/1952: Berlin, Museumsbau am Kupfergraben („Künstler schaffen für den Frieden“)
- 1960: Königstein: Festung Königstein („5. Ausstellung des Verbandes Bildender Künstler Deutschlands, Arbeitskreis Pirna“)
- 1972: Dresden, Bezirkskunstausstellung